# ダンスセラピー
ダンスセラピー(舞踊療法)、ダンスムーブメント・セラピー は、ほとんど同じ意味で用いられている。ただし後者は長いので単にダンスセラピーと呼ぶのが一般的だが、歴史的な展開から考えると正式にはダンスムーブメント・セラピーと呼び、D/MTと略称される。英国では2007年から、ダンス・ムーブメント・サイコセラピーと呼び換えて心理療法であることを明記している。

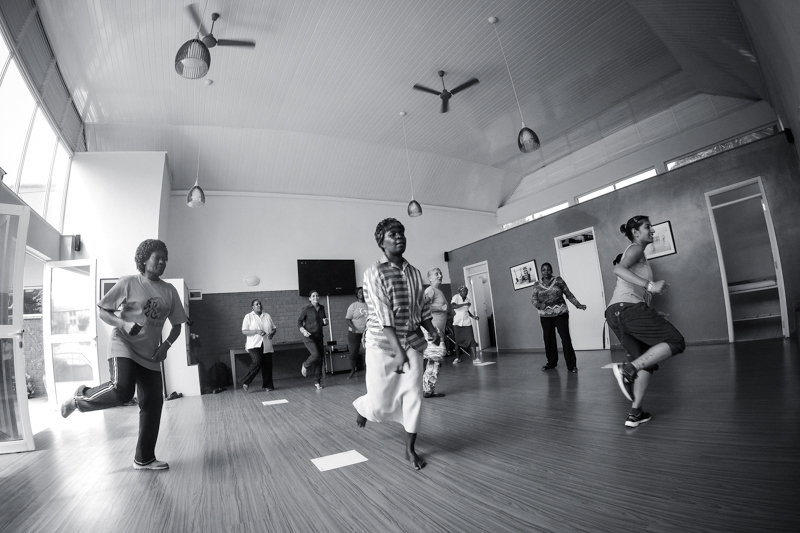
アフリカのダンスセラピーの様子

## ダンスムーブメント・セラピー
スイスの心理療法士、ティナ・ケラー・ジェニーが、分析心理学に動きやダンスなどを取り入れる治療を始めた。それ以来精神療法の分野で主要な要素になっている。
第一次世界大戦後、ドイツ表現主義舞踊の創始者とされるルドルフ・フォン・ラバンやマリー・ウィグマンの教えを受けたモダンダンスの舞踊家の中でアメリカへ移民したイルムガルト・バーテニーフ、フランツィスカ・ボアズ、リリアン・エスペナック、メアリー・ホワイトハウス、ガートルード・ゴッドウィン・バンゼル達が精神障害者とのダンストレーニングの仕事を通じて、ダンスの新しい治療の可能性を発見し研究した。
アメリカで始まったダンスムーブメント・セラピーについてはアメリカダンスセラピー協会 ADTA American Dance Therapy Association に詳しい。
モダンダンスの興隆の中で精神科閉鎖病棟などでの実践を通じて始まったが、ダンスということだけではなく広い意味での運動や動作や姿勢などの身体的要素を組み込んでいるためダンス/ムーブメントと並列表記している。必ずしも健康体操や運動療法には限定されず広義での心理療法の位置づけにあるため、州によっては医療分野のセラピスト資格とみなされる。　
1950年頃から、ティナ・ケラー・ジェニーはステージダンサーのトゥルーディ・スクープと、後にアメリカダンスセラピー協会初代会長となるマリアン・チェイスと共に、重度の精神障害を持つ人々にダンスのプラスの効果をテストをし、こんにちのダンスセラピー元となる療法の開発に貢献した。
現在マリアン・チェイス、フランツィスカ・ボアズ、リリアン・エスペナック、メアリー・ホワイトハウス、トゥルーディ・スクープは「ダンスセラピーの母親」と呼ばれている。

## 日本での展開
ダンスセラピーは芸術療法あるいは表現芸術療法の一分野でもあるが、美術や芸術の枠にはおさまらず、身体性を取り込んで心身二元論を乗り越えるアプローチとして独自な内容をもつとともに、モダンダンス、社交ダンス、ストリート、ベリーダンス、暗黒舞踏など様々なダンスをベースにして行われている。
日本には80年代に舞踊家の芙二三枝子によって紹介された。
ダンスセラピーの国内団体である 日本ダンス・セラピー協会 は、学術的機関誌「ダンスセラピー研究」を発行するとともに、認定ダンスセラピスト、アソシエイト・セラピスト、ダンスセラピー・リーダーという3種類の資格認定を実施している。「セラピスト資格」は広義での臨床現場での指導時間数、必要な履修科目、その他の要件を満たすと実技試験を経て認定される。(ダンスセラピー・リーダーは基礎的な資格)。活動領域は、精神科心療内科メンタルヘルス領域、障がい福祉健康領域、教育芸術領域など多方面にわたる。
なお「ダンスセラピスト」は一般名称で誰でも自由に使えるが、同協会のアイコンとともに使われた場合は登録商標となる(登録第5028002号)。